# 法蘭茲約瑟夫島
41°50′50″N 19°22′29″E / 41.84722°N 19.37472°E
法蘭茲約瑟夫島是阿爾巴尼亞的島嶼，位於亞得里亞海的布納河口處，由士科德區負責管轄，面積0.05平方公里，最高點海拔高度4米，島上無人居住。